# Kraj północnomorawski
Kraj północnomorawski (czes. Severomoravský kraj) – jednostka administracyjna Czechosłowacji i Czech powstała 11 kwietnia 1960 na podstawie ustawy nr 36/1960 o podziale terytorialnym państwa jako obszar administracyjny, odpowiednik polskiego województwa. Na podstawie ustawy nr 51/2020 z 29 stycznia 2020  w sprawie terytorialnego podziału administracyjnego państwa przestał istnieć 1 stycznia 2021.
Siedzibą kraju była Ostrawa. Obejmował północne Morawy i cały Śląsk Czeski. Na północnym zachodzie graniczył z polskimi województwami opolskim i dolnośląskim, na zachodzie z krajem wschodnioczeskim, na południowym zachodzie z krajem południowomorawskim, na południowym wschodzie ze słowackimi krajami trenczyńskim i żylińskim, a na północnym wschodzie z polskim województwem śląskim.
Obejmował jedenaście powiatów: Bruntal, Frydek-Mistek, Jesionik, Karwina, Nowy Jiczyn, Ołomuniec, Opawa, Ostrawa-miasto, Przerów, Szumperk i Wsecin.
Pierwotnie kraj północnomorawski był także jednostką samorządu terytorialnego posiadającą własną administrację. Na podstawie ustawy nr 347/1997 i ustawy nr 129/2000 o krajach kompetencje samorządu terytorialnego przejęły nowe jednostki; „stare“ kraje stały się jedynie okręgami administracyjnymi, np. dla sądów (Sąd Okręgowy w Ostrawie), prokuratury, policji czy urzędów skarbowych. 1 stycznia 2021 przestał istnieć również jako okręg administracyjny
Powiaty Bruntal, Frydek-Mistek, Karwina, Nowy Jiczyn, Opawa i Ostrawa tworzą samorządowy kraj morawsko-śląski. Powiaty Jesionik, Ołomuniec, Przerów i Szumperk wchodzą w skład samorządowego kraju ołomunieckiego, a Wsecin – zlińskiego.